# 乌翠区
乌翠区是中华人民共和国黑龙江省伊春市下辖的一个市辖区。區人民政府駐翠巒鎮曙光街保安委888號。
乌翠区成立于2019年。当年伊春市行政区划大调整中，撤销15个市辖区，以乌马河区部分区域和原翠峦区区域设立乌翠区。乌马河区的余下部分划入伊美区。

## 行政区划
乌翠区原下辖4个街道：向阳街道、曙光街道、乌马河街道、锦山街道。
这四个街道于2023年被撤销，新设立翠峦镇、乌马河镇。

## 人口
根據第七次人口普查數據，截至2020年11月1日零時，烏翠區常住人口為72259人。